# Rhantus manjakatompo
Rhantus manjakatompo – gatunek wodnego chrząszcza z rodziny pływakowatych, podrodziny Colymbetinae i rodzaju Rhantus.

## Taksonomia
Gatunek został opisany w 2009 roku przez F. Pederzaniego i S. Rocchiego. Nazwa gatunkowa nawiązuje do rezerwatu Manjakatompo w górach Ankaratra, skąd pochodzi holotyp.

## Opis
Samiec długości 11,5 do 12,5 mm i szerokości 5,7 do 5,9 mm. Głowa barwy ceglastej z czarnymi obszarami z tyłu i wewnątrz oczu. Przedplecze zabarwione ceglasto do rdzawobrązowego z dwiema małymi, czarnymi kropkami pośrodku, które mogą być nieobecne. Głowa i przedplecze gęsto i wyraźnie siateczkowane z widoczną punktacją na krawędziach siateczki. Pokrywy ceglaste z czarnymi zawirowaniami, jaśniejsze po bokach oraz z żółtą linią szwu. Czarne zawirowania na pokrywach, nieco zbiegające się przywierzchołkowo. Strona brzuszna ciemnobrązowa do czarnej z ceglastymi epipleurami.
Pazurki przedstopia samca jednakowo długie, równomiernie wygięte, ostro zakończone. Pazurki śródstopia samca jednakowo długie, jednak tylny zauważalnie grubszy niż przedni. Penis krótki i rozrosły. Paramery równomiernie wygięte i ścięte ku wierzchołkowi.

## Habitat
Żyje w źródłach i strumieniach oraz pobliskich im zbiornikach wodnych, na wysokości od 1700 do 2070 m n.p.m.

## Występowanie
Gatunek ten jest endemitem Madagaskaru. Znany wyłącznie z gór Taratanana i Ankaratra.